# Herreria
Herreria é um género botânico pertencente à família agavaceae.
1. ↑  «Herreria — World Flora Online». www.worldfloraonline.org. Consultado em 19 de agosto de 2020